# Bayerius
Bayerius is een geslacht van weekdieren uit de klasse van de Gastropoda (slakken).

## Soorten
- Bayerius arnoldi (Lus, 1981)
- Bayerius fragilissimus (Dall, 1908)
- Bayerius peruvianus Warén & Bouchet, 2001